# Gary Namie
Dr. Gary Namie je socialni psiholog, ki je v ZDA poznan kot eden izmed vodilnih psihologov na področju trpinčenja na delovnem mestu (mobing). 
Doktor psiholoških znanosti je postal na Univerzi v Kaliforniji, Santa Barbara. Njegovo delovanje na področju trpinčenja na delovnem mestu se je začelo leta 1997, ko je nadrejena oseba poškodovala njegovo ženo, Dr. Ruth Namie. Razvil in vodil je prvi univerzitetni seminar na temo trpinčenja na delovnem mestu, in je dolgoletni profesor, ki je za svoje delo dobil tudi številne nagrade.
Je soavtor knjig The Bully-Free Workplace: Stop Jerks, Weasels and Snakes from Killing Your Organization; The Bully at Work: What You Can Do to Stop the Hurt and Reclaim Your Dignity on the Job in Bullyproof Yourself at Work!: Personal Strategies to Recognize and Stop the Hurt from Harassment. Njegovi članki so objavljeni v mnogih strokovnih revijah, kot so npr. the Journal of Consulting Psychology, International Journal of Communication, Employee Rights and Employment Policy Journal, Ivey Business Journal, Journal of Employee Assistance. V očeh javnosti in medijev je ekspert na področju trpinčenja na delovnem mestu in je opravil že mnogo intervjujev (več kot 1000), ki jih lahko zasledimo v New York Times, Washington Post, Los Angeles Times, Wall Street Journal, National Post. Pogosto se pojavlja tudi v televizijskih oddajah, kot so npr. CNBC, Today Show, CNN, Early Show in druge.
Dr. Gary Namie je direktor inštituta trpinčenja na delovnem mestu (izvirno angleško Workplace Bullying Institute), je tudi sodni izvedenec v postopkih povezanih s trpinčenjem na delovnem mestu in je pričal v prvem tovrstnem primeru v ZDA. Med drugim je tudi predsednik podjetja Work Doctor®, Inc., ki se ukvarja s preprečevanjem trpinčenja na delovnem mestu z vidika delodajalca, in direktor nacionalne mreže prostovoljcev, ki se zavzema za uzakonjenje osnutka proti trpinčenju na delovnem mestu (izvirno angleško the anti-bullying Healthy Workplace Bill).
Pomemben doprinos predstavljajo tudi ankete o trpinčenju na delovnem mestu (izvirno angleško U.S. Workplace Bullying Surveys), ki jih je pripravil Gary Namie, raziskovalni center Zogby Analytics pa jih je izvedel. Rezultati teh anket so med najbolj pogosto citiranimi na tem področju v Ameriki. 

### INŠTITUT TRPINČENJA NA DELOVNEM MESTU
Dr. Gary Namie je direktor inštituta trpinčenja na delovnem mestu (izvirno angleško Workplace Bullying Institute), ki je prva in edina ameriška organizacija, ki združuje pomoč za posameznike, izobraževanje javnosti, raziskovanje, urjenje profesionalcev, svetovanje in odvetništvo. Žrtve trpinčenja lahko dobijo pomoč preko telefonskega svetovanja, raznih spletnih seminarjev, priporočene literature, DVD-jev, osebnega treninga (izvirno angleško personal coaching) in podobno. Izvajajo tudi tridnevno izobraževanje, ki ga imenujejo Workplace bullying University, namenjeno pa je predvsem psihologom, socialnim delavcem, svetovalnim delavcem, odvetnikom, izvajalcem delavnic s tega področja in drugim.
Pomembna dejavnost inštituta je tudi raziskovanje, in sicer so ugotovitve anket pomembne za boljše razumevanje tega problema. Najnovejši rezultati raziskave (izvirno angleško 2017 WBI U.S. Workplace Bullying Survey) so pokazali, da je 19% Američanov tarča trpinčenja na delovnem mestu, 19% Američanov pa je temu priča. 70% nasilnežev (oz. tistih, ki trpinči) je moškega spola, 60% žrtev (oz. tarč trpinčenja) pa je ženskega spola. V 61% primerov je nasilnež nadrejena oseba. 

## VIRI IN LITERATURA
1. 1 2 3 4  Workplace Bullying Institute (Catalog). (b.d.). Pridobljeno 1.4.2017 s http://www.workplacebullying.org/multi/pdf/WBI-Catalog.pdf
2. 1 2  Workplace Bullying Institute (History). (b.d.). Pridobljeno 1.4.2017 s http://www.workplacebullying.org/history-of-wbi/
3. 1 2 3  Workplace Bullying Institute (Research). (b.d.). Pridobljeno 1.4.2017 s http://www.workplacebullying.org/wbiresearch/wbi-2017-survey/